# ژوکوف ۲۱۳۲
سیارک ۲۱۳۲ (به انگلیسی: 2132 Zhukov، نامگذاری:1975TW3) دو هزار و صد و سی و دومین سیارک کشف شده‌است که در ۳ اکتبر ۱۹۷۵ کشف شد.
قدر مطلق سیارک برابر ۱۱٫۴۰ است.